# Aberavon
Aberavon (wal. Aberafan) – miasto portowe w hrabstwie Neath Port Talbot (Walia).

## Historia
W 1921 liczyło 15 tys. mieszkańców i było ośrodkiem przemysłu hutniczego i metalowego (także miedziowego).